# شرکت متروی توکیو
شرکت متروی توکیو یک شرکت قطار شهری در توکیو پایتخت کشور ژاپن است. نخستین قطار مربوط به این شرکت در سال ۱۹۲۷ کار خود را در مسیر بین آساکوسا و اوئنو آغاز کرده‌است. متروی توکیو به طور کلی در مناطق ویژه توکیو و حومهٔ آن در حرکت است اما به غیر از توکیو این شرکت در استان سایتاما و استان چیبا نیز چند ایستگاه دارد.
متروی توکیو دارای ۹ خط و ۱۸۰ ایستگاه است. اکنون متروی توکیو از لحاظ حمل و نقل مسافر رتبهٔ نخست را در جهان داراست.
متروی توکیو یکی از دو قطار شهری است که با یکدیگر تشکیل سامانه قطار زیرزمینی توکیو را می‌دهند قطار شهری دیگر این سامانه متروی توئی نام دارد.

## خطوط نه‌گانه متروی توکیو
| رنگ | رمز                         | شمارهٔ خط | نام خط به انگلیسی  | نام خط به فارسی | نام خط به ژاپنی               | از طریق                            | طول خط |
| --- | --------------------------- | -------- | ------------------ | --------------- | ----------------------------- | ---------------------------------- | ------ |
|     | G                           | خط ۳     | Ginza Line         | خط گینزا        | 銀座線                        | از ایستگاه شیبویا تا آساکوسا       | ۱۴٫۳   |
|     | M                           | خط ۴     | Marunouchi Line    | خط مارونواوچی   | 丸ノ内線                      | از اوگیکیبو تا ایستگاه ایکه بوکورو | ۲۴٫۲   |
| m   | Marunouchi Line Branch Line | خط ۴     | خط فرعی مارونواوچی | 丸ノ内線分岐線  | از ناکانو ساکائواه تا هونانچو | ۳٫۲                                |        |
|     | H                           | خط ۲     | Hibiya Line        | خط هیبیا        | 日比谷線                      | از ناکا-مگورو تا کیتا-سنجو         | ۲۰٫۳   |
|     | T                           | خط ۵     | Tōzai Line         | خط توزایی       | 東西線                        | از ناکانو تا نیشی-فوناباشی         | ۳۰٫۸   |
|     | C                           | خط ۹     | Chiyoda Line       | خط چیودا        | 千代田線                      | از یویوگی-اوئه‌هارا تا کیتاآیاسه    | ۲۴٫۰   |
|     | Y                           | خط ۸     | Yūrakuchō Line     | خط یوراکوچو     | 有楽町線                      | از واکوشی تا شین-کیبا              | ۲۸٫۳   |
|     | Z                           | خط ۱۱    | Hanzōmon Line      | خط هانزومون     | 半蔵門線                      | از ایستگاه شیبویا تا اوشی‌آگه       | ۱۶٫۸   |
|     | N                           | خط ۷     | Namboku Line       | خط نامبوکو      | 南北線                        | از میگورو تا آکابانه-ایوابوچی      | ۲۱٫۳   |
|     | F                           | خط ۱     | Fukutoshin Line    | خط فوکوتوشین    | 副都心線                      | از واکوشی تا ایستگاه شیبویا        | ۲۰٫۲   |

## قیمت گذاری بلیت

گسترش خطوط متروی توکیو در طول تاریخ

| کیلومتر               | کرایه（ین ژاپن） |
| --------------------- | ---------------- |
| سوار شدن تا ۶ کیلومتر | ۱۶۰              |
| ۷–۱۱ کیلومتر          | ۱۹۰              |
| ۱۲–۱۹ کیلومتر         | ۲۳۰              |
| ۲۰–۲۷ کیلومتر         | ۲۷۰              |
| ۲۸–۴۰ کیلومتر         | ۳۰۰              |